# U 32 (U-Boot, 1937)
U 32 war ein deutsches U-Boot vom Typ VII A, das im Zweiten Weltkrieg von der Kriegsmarine eingesetzt wurde.

## Geschichte
Das Boot wurde am 15. März 1936 bei der AG Weser in Bremen auf Kiel gelegt, am 25. Februar 1937 vom Stapel gelassen und am 15. April 1937 unter Kapitänleutnant Werner Lott in Dienst gestellt. Die Indienststellung begleitete auch der Landrat Rudolf Kriele, der die Stadt Lübben (Spreewald) und den Landkreis Lübben (Spreewald) vertrat, die die Patenschaft über das Boot übernahmen.
Das Boot gehörte nach seiner Indienststellung bis zum 31. Dezember 1939 als Einsatz- bzw. Frontboot zur U-Flottille Saltzwedel in Wilhelmshaven. Bei der Neugliederung der Flottillen am 1. Januar 1940 kam es bis zu seiner Versenkung am 30. Oktober 1940 als Frontboot zur 2. U-Flottille in Wilhelmshaven.
Das Boot war von Februar 1938 bis Mai 1938 im spanischen Bürgerkrieg eingesetzt. Es war zur Seeüberwachung vor El Ferrol eingesetzt.
U 32 unternahm neun Feindfahrten, auf denen es 20 Schiffe mit einer Gesamttonnage von 116.836 BRT versenkte und fünf mit einer Gesamttonnage von 40.274 BRT beschädigte.
Am 28. Oktober 1940 versenkte U 32 unter dem Kommando von Hans Jenisch das Passagierschiff Empress of Britain (42.348 BRT), das vorher bereits durch deutsche Bomben beschädigt und danach von Passagieren und Besatzung verlassen worden war. Die Empress of Britain war das größte von einem deutschen U-Boot versenkte Handelsschiff.

## Einsatzstatistik

### Erste Feindfahrt
Das Boot lief am 27. August 1939 um 15:40 Uhr von Memel zum Fall Weiss aus und am 1. September 1939 um 21:30 Uhr in Kiel ein. Auf dieser fünf Tage dauernden Unternehmung zur Überwachung des Seeverkehrs in der Ostsee nördlich von Hela wurden keine Schiffe versenkt oder beschädigt. Die Fahrt diente zur Erkundung der Lage vor der polnischen Ostseeküste und der Danziger Bucht.

### Zweite Feindfahrt
Das Boot lief am 5. September 1939 um 17:00 Uhr von Kiel aus und am 30. September 1939 in Wilhelmshaven ein. Auf dieser 25 Tage dauernden Kampf- und Minenunternehmung wurden zwölf Minen vor Portsmouth gelegt, zwei Schiffe mit 5.738 BRT versenkt und zwei Schiffe mit 17.525 BRT beschädigt.
- 18. September 1939: Versenkung des britischen Dampfers Kensington Court (4.863 BRT) (Lage) durch Artillerie und einen Torpedo. Er hatte 8.000 t Getreide geladen und befand sich auf dem Weg von Rosario nach Birkenhead. Es gab keine Toten, 35 Überlebende. Sie wurden von zwei Sunderland-Flugbooten gerettet.
- 28. September 1939: Versenkung des norwegischen Dampfers Jern (875 BRT) (Lage) durch drei Sprengpatronen. Er hatte Zellulose geladen und befand sich auf dem Weg von Namsos nach London.
- 5. Oktober 1939: Beschädigung des britischen Dampfers Marwarri (8.063 BRT) durch einen Minentreffer. Er hatte Regierungsgüter geladen und befand sich auf dem Weg von Belfast nach Newport. Es gab zwei Tote und 91 Überlebende.
- 6. Oktober 1939: Beschädigung des britischen Dampfers Lochgoil (9.462 BRT) durch einen Minentreffer. Der Dampfer hatte Stückgut geladen und befand sich auf dem Weg von Newport nach Vancouver. Es gab keine Toten.

### Dritte Feindfahrt
Das Boot lief am 28. Dezember 1939 um 22:00 Uhr von Wilhelmshaven aus und am 22. Januar 1940 um 11:30 Uhr wieder dort ein. Auf dieser 25 Tage dauernden und 3.675,5 sm langen Unternehmung im Nordatlantik wurden acht Minen südöstlich von Ailsa Craig gelegt und ein Schiff mit 959 BRT versenkt.
- 31. Dezember 1939: Versenkung des norwegischen Dampfers Luna (959 BRT) (Lage) durch einen Torpedo. Er hatte Zinkplatten und Sackleinwand geladen und befand sich auf dem Weg von London nach Trondheim. Es gab keine Toten.

### Vierte Feindfahrt
Das Boot lief am 26. Februar 1940 um 7 Uhr von Wilhelmshaven aus und am 23. März 1940 wieder dort ein. Auf dieser 27 Tage dauernden und zirka 3.850 sm langen Unternehmung in den Nordatlantik und den Ärmelkanal wurden zwölf Minen vor Liverpool gelegt und ein Schiff mit 2.818 BRT versenkt.
- 2. März 1940: Versenkung des schwedischen Dampfers Lagaholm (2.818 BRT) (Lage) durch Artillerie. Er hatte Kupfer, Motoren und Chemikalien geladen und befand sich auf dem Weg von Baltimore zum schottischen  Kirkwall. Es gab einen Toten.

### Fünfte Feindfahrt
Das Boot lief am 27. April 1940 um 11 Uhr von Wilhelmshaven aus und am 14. Mai 1940 wieder dort ein. Das Boot brachte Nachschubgüter für das Unternehmen Weserübung nach Trondheim, das es am 5. Mai 1940 erreichte und am 8. Mai 1940 wieder verließ. Auf dieser 18 Tage dauernden und zirka 2.180 sm langen Transportunternehmung wurden keine Schiffe versenkt oder beschädigt.

### Sechste Feindfahrt
Das Boot lief am 3. Juni 1940 um 13:25 Uhr von Wilhelmshaven aus und am 1. Juli 1940 um 03:45 Uhr wieder dort ein. Auf dieser 28 Tage dauernden und zirka 4.470 sm langen Unternehmung in den Nordatlantik, westlich des Ärmelkanals und in der Biscaya wurden fünf Schiffe mit 16.098 BRT versenkt.
- 18. Juni 1940: Versenkung des norwegischen Dampfers Altair (1.522 BRT) (Lage) durch einen Torpedo. Er hatte eine unbekannte Ladung an Bord und befand sich auf dem Weg von Digby nach King’s Linn. Es gab keine Toten.
- 18. Juni 1940: Versenkung des spanischen Fischdampfers Sálvora (108 BRT) (Lage) durch Artillerie. Er befand sich auf Fischfang. Es gab keine Toten, zwölf Überlebende.
- 18. Juni 1940: Versenkung des spanischen Fischdampfers Nuevo-Ons (108 BRT) (Lage) durch Artillerie. Es gab sieben Tote und sieben Überlebende.
- 19. Juni 1940: Versenkung des jugoslawischen Dampfers Labud (5.334 BRT) durch Artillerie und Torpedo. Er hatte Weizen und Mais geladen und befand sich auf dem Weg von der Tafelbucht nach Liverpool. Es gab keine Toten, 34 Überlebende.
- 22. Juni 1940: Versenkung des norwegischen Tankers Eli Knudsen (9.026 BRT) (Lage) durch einen Torpedo. Er hatte 9.000 t Dieselöl und 3.000 t Heizöl geladen und befand sich auf dem Weg von Aruba nach Swansea. Das Schiff gehörte zum Konvoi HX-49. Es gab keine Toten, 37 Überlebende.

### Siebente Feindfahrt
Das Boot lief am 15. August 1940 um 13:01 Uhr von Wilhelmshaven aus und am 8. September 1940 um 22:10 Uhr in Lorient ein. Auf dieser 24 Tage dauernden und zirka 4.150 sm langen Unternehmung im Nordatlantik, bei den Hebriden, am Nordkanal und bei der Rockall Bank wurden drei Schiffe mit 13.093 BRT versenkt und ein Kriegsschiff mit 8.000 t beschädigt.
- 30. August 1940: Versenkung des britischen  Dampfers Mill Hill (4.318 BRT) (Lage) durch einen Torpedo. Er hatte 3.755 t Roheisen und 3.000 t Stahl geladen und befand sich auf dem Weg von Boston über Halifax nach Middlesbrough. Das Schiff gehörte zum Konvoi HX-66A mit 51 Schiffen. Es war ein Totalverlust mit 34 Toten.
- 30. August 1940: Versenkung des norwegischen Motorschiffs Norne (3.971 BRT) (Lage) durch einen Torpedo. Es hatte Schrott geladen und befand sich auf dem Weg von New York nach Grangemouth. Das Schiff gehörte zum Konvoi HX-66A mit 51 Schiffen. Es gab 17 Tote.
- 30. August 1940: Versenkung des britischen Dampfers Chelsea (4.804 BRT) (Lage) durch einen Torpedo. Er hatte 7.600 t Mais geladen und befand sich auf dem Weg von Montreal über Halifax (Nova Scotia) nach Methil und London. Das Schiff gehörte zum Konvoi HX-66A mit 51 Schiffen. Es gab 24 Tote und elf Überlebende.
- 1. September 1940: Beschädigung des britischen Leichten Kreuzers Fiji (8.000 t) durch einen G7e-Torpedo.

### Achte Feindfahrt
Das Boot lief am 18. September 1940 um 16:48 Uhr von Lorient aus und am 6. Oktober 1940 um 12:15 Uhr wieder dort ein. Auf dieser 18 Tage dauernden und zirka 3.117 sm langen Unternehmung im Nordatlantik, bei den Hebriden, am Nordkanal, vor Irland und der Rockall Bank wurden sieben Schiffe mit 35.782 BRT versenkt und zwei Schiffe mit 14.749 BRT beschädigt.
- 22. September 1940: Beschädigung des britischen Dampfers Collegian (7.866 BRT) durch Artillerie und einen Torpedo. Das Schiff gehörte zum Konvoi HX-72.
- 25. September 1940: Versenkung des britischen Dampfers Mabriton (6.694 BRT) (Lage) durch einen Torpedo. Er fuhr in Ballast und war auf dem Weg vom Tyne nach Father Point. Das Schiff gehörte zum Konvoi OB-216 mit 27 Schiffen. Es gab zwölf Tote und 37 Überlebende.
- 26. September 1940: Beschädigung des britischen Dampfers Corrientes (6.863 BRT) durch einen Torpedo. Er hatte 1.800 t Stückgut geladen und befand sich auf dem Weg von Glasgow über Halifax (Nova Scotia) nach Montreal. Das Schiff gehörte zum Konvoi OB-217 mit 38 Schiffen. Es gab keine Toten.
- 26. September 1940: Versenkung des norwegischen Motorschiffs Tancred (6.094 BRT) (Lage) durch einen Torpedo. Es fuhr in Ballast und war auf dem Weg von Liverpool nach New York. Das Schiff gehörte zum Konvoi OB-217. Es gab keine Toten.
- 26. September 1940: Versenkung des britischen Dampfers Darcolia (4.084 BRT) (Lage) durch einen Torpedo. Er fuhr in Ballast und war auf dem Weg von Barry nach Philadelphia. Das Schiff gehörte zum Konvoi OB-217. Es war ein Totalverlust mit 31 Toten.
- 28. September 1940: Versenkung des britischen Dampfers Empire Ocelot (5.759 BRT) (Lage) durch zwei Sprengladungen, Artillerie und einem Torpedo. Er fuhr in Ballast und war auf dem Weg von Liverpool nach Philadelphia und Baltimore. Das Schiff gehörte zum Konvoi OB-218 mit 25 Schiffen. Es gab zwei Tote und 32 Überlebende.
- 29. September 1940: Versenkung des britischen Dampfers Bassa (5.267 BRT) (Lage) durch einen Torpedo. Er fuhr in Ballast und war auf dem Weg von Liverpool nach New York. Es war ein Totalverlust mit 49 Toten.
- 1. Oktober 1940: Versenkung des niederländischen Dampfers Haulerwijk (3.278 BRT) (Lage) durch Artillerie. Er fuhr in Ballast und war auf dem Weg von Newport nach Tampa. Es gab 4 Tote und 27 Überlebende.
- 2. Oktober 1940: Versenkung des britischen Dampfers Kayeson (4.606 BRT) (Lage) durch einen Torpedo. Er hatte 3.901 t Kohle und 2.802 t Stückgut geladen und war auf dem Weg von Liverpool nach Montevideo. Es war ein Totalverlust mit 38 Toten.

### Neunte Feindfahrt
Das Boot lief am 24. Oktober 1940 von Lorient aus und wurde am 30. Oktober 1940 im Nordatlantik versenkt. Auf dieser sieben Tage dauernden Unternehmung in den Nordatlantik, nordwestlich der Donegalbucht wurde ein Schiff mit 42.488 BRT versenkt.
- 28. Oktober 1940: Versenkung des britischen Passagierdampfers Empress of Britain (42.348 BRT.) Durch Bomben eines Seefernaufklärers der Luftwaffe vom Typ Focke-Wulf FW 200 am Morgen des 26. Oktober 1940 in Brand gesetzt, sank das Schiff nach zwei Torpedotreffern von U 32 in der Nacht zum 28. Oktober auf der Position 55° 16′ N, 9° 50′ W. Der Dampfer hatte 300 t Zucker und 300 t Stückgut sowie 205 Militärangehörige und ihre Familien an Bord und befand sich auf dem Weg von Port Taufiq bei Sues (Ägypten) über Kapstadt nach Liverpool. Von den 205 Passagieren an Bord kamen 20 ums Leben; ebenso 25 von den 416 Mitgliedern der Besatzung.

## Verbleib
Am 30. Oktober 1940 wurde U 32 nordwestlich von Irland durch Wasserbomben der britischen Zerstörer Harvester und Highlander auf der Position 55° 37′ N, 12° 19′ W im Marine-Planquadrat AM 4374 versenkt.
Neun Besatzungsmitglieder kamen dabei ums Leben, die restlichen 33 wurden von der HMS Harvester aufgenommen und in ein Gefangenenlager nach Oldham/England gebracht. Winston Churchill gab in einer Unterhaussitzung am 5. November bekannt, dass das U-Boot, welches die Empress of Britain versenkt hatte, seinerseits versenkt worden war.
Am 10. Januar 1941 wurden die Kriegsgefangenen von U 32, darunter auch der Kommandant Jenisch, mit dem Schiff Duchess of York nach Kanada gebracht und dort in das Kriegsgefangenenlager Lethbridge/Alberta gebracht. Jenisch verbrachte sechseinhalb Jahre in britischer/kanadischer Kriegsgefangenschaft und kam im Juni 1947 nach Deutschland zurück.